# Ҙ
Ҙ, ҙ (Dhe) é uma letra do alfabeto cirílico, utilizada apenas no basquir, onde representa uma fricativa dental sonora /ð/. Sua forma é baseada na letra cirílica Ze com descendente. É romanizado como ⟨ź⟩, ou mais foneticamente, ⟨ð⟩.
Foi introduzida em 1939.

## Codificação
| Caixa | Codificação | decimal | hexa   |
| ----- | ----------- | ------- | ------ |
| Alta  | Unicode     | 1176    | U+0498 |
| Alta  | UTF-8       | 210 152 | D2 98  |
| Baixa | Unicode     | 1177    | U+0499 |
| Baixa | UTF-8       | 210 153 | D2 99  |